# Erebia pallidepunctata
Erebia pallidepunctata är en fjärilsart som beskrevs av Tutt 1905. Erebia pallidepunctata ingår i släktet Erebia och familjen praktfjärilar. Inga underarter finns listade i Catalogue of Life.